# Супиханов, Борис Карабаевич
Борис Карабаевич Супиханов (укр. Борис Карабайович Супіханов; 28 июля 1954, Старобельск, Ворошиловградская область — 6 июля 2024, Сходница) — министр агропромышленной политики Украины с 23 апреля 1998 по 15 июля 1999 года.

## Биография
Родился 28 июля 1954 года в г. Старобельск Ворошиловградской области.
Образование: Ворошиловоградский сельскохозяйственный институт (1976), «Экономика и организация сельского хозяйства, экономист-организатор».
Доктор экономических наук. Кандидатская диссертация «Ценовой механизм АПК Украины в условиях перехода к рынку» (1997), докторская диссертация «Развитие рынков аграрной продукции» (2010).
- 1976—1977 — экономист колхоза имени Мичурина, старший экономист Старобельского районного управления сельского хозяйства.
- 1977—1978 — срочная служба в рядах Советской Армии.
- 1979—1981 — главный экономист — начальник отдела Беловодского районного управления сельского хозяйства.
- 1981—1983 — директор Новоалександровского конного завода Беловодского района.
- 1983—1986 — начальник управления сельского хозяйства Беловодского района.
- 1986—1987 — председатель Беловодского районного агропромышленного объединения.
- 1987—1990 — первый заместитель председателя — начальник отдела агропромышленного комитета Ворошиловградской области.
- 1991—1992 — начальник управления сельского хозяйства Луганского облисполкома.
- 1992—1994 — заместитель председателя Луганской областной государственной администрации.
- 1994—1995 — начальник отдела — заместитель директора Луганского филиала АБ «Брокбизнесбанк[укр.]».
- 1995—1997 — первый заместитель министра сельского хозяйства и продовольствия Украины.
- 1997—1998 — первый заместитель министра агропромышленной политики Украины[2].
- 1998—1999 — министр агропромышленной политики Украины[3].
- Июль — декабрь 1999 — помощник Премьер-министра Украины.
- 2000—2001 — начальник Главного управления, помощник руководителя группы Государственной налоговой администрации.
- 2001—2004 — советник Премьер-министра Украины по вопросам сельского хозяйства[4].
- 2004—2005 — начальник Главной государственной инспекции по карантину растений Министерства аграрной политики Украины.
- 2006—2008 — первый заместитель министра аграрной политики Украины.
- 2008—2010 — заместитель министра аграрной политики Украины.

Умер 6 июля 2024 года в возрасте 69 лет в Сходнице Львовской области где был и похоронен.

## Награды
Орден «За заслуги» III степени (2004). Заслуженный работник сельского хозяйства Украины (1997). Почётная грамота Кабинета Министров Украины (2004).
Командор ордена Великого князя Литовского Гядиминаса (4 ноября 1998 года, Литва).